# 高兴夫
高兴夫（1963年10月—），男，汉族，浙江杭州人，中国共产党和中华人民共和国政治人物。天津大学系统工程专业硕士毕业，管理学博士，一级注册建造师，教授级高级工程师。

## 生平
1986年5月加入中国共产党，1988年3月参加工作。
2004年5月至2013年5月，任浙江省建设投资集团有限公司总经理；2013年5月至2015年1 月，任浙江省建设投资集团有限公司董事长、党委书记。2015年1月至2016年11月，任浙江省交通投资集团有限公司董事长、党委书记。
2016年8月26日，当选浙江省人民政府副省长。2023年1月15日，当选浙江省人民代表大会常务委员会副主任、党组副书记。
2025年8月18日，因涉嫌严重违纪违法，接受中央纪委国家监委纪律审查和监察调查。